# Sungai Pembuang
Sungai Pembuang är ett vattendrag i Indonesien.   Det ligger i provinsen Kalimantan Tengah, i den västra delen av landet, 700 km öster om huvudstaden Jakarta.